# Giornata mondiale della gioventù 2008
La XXIII Giornata mondiale della gioventù ha avuto luogo dal 15 al 21 luglio 2008 a Sydney, in Australia, ed è stata la seconda GMG a vedere la partecipazione di papa Benedetto XVI.
È stata la prima volta che questa manifestazione religiosa, il maggiore evento ecclesiale dedicato ai giovani, è stato organizzato in Oceania, mentre è stata la seconda volta per l'emisfero australe dato che la II Giornata mondiale della gioventù fu celebrata a Buenos Aires nel 1987.
Si è trattato del più grande raduno di massa della storia del paese per il numero di persone partecipanti, record precedentemente mantenuto dalle Olimpiadi del 2000.
L'evento è stato organizzato in concerto con le autorità aborigene cattoliche, per rispettare le regole di ospitalità degli aborigeni, i primi abitatori dell'isola, così da perseguire il sentiero di riconciliazione auspicato da molti, tra i quali papa Benedetto stesso e il primo ministro australiano Kevin Rudd.

## L'invito del papa a Sydney
Papa Benedetto XVI comunicò la sede della XXIII GMG durante la celebrazione di chiusura della GMG tedesca (Angelus 21 agosto 2005):

## Il tema dell'incontro

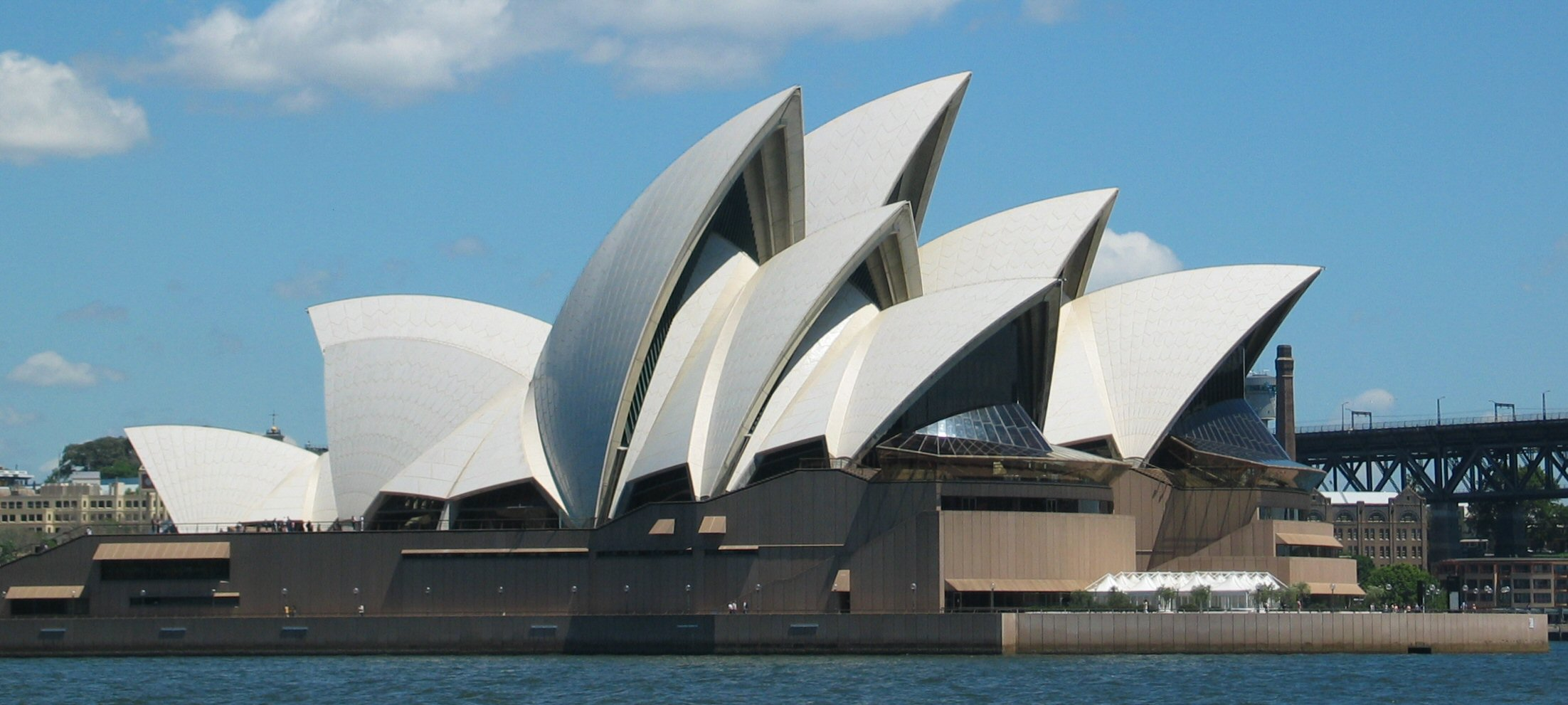
La Sydney Opera House

Il tema scelto per l'incontro è stato «Avrete forza dallo Spirito Santo che scenderà su di voi e mi sarete testimoni» (At 1, 8). L'Australia fu infatti chiamata dai primi esploratori europei «La Grande Terra del Sud dello Spirito Santo», come ricordato anche da papa Benedetto al suo arrivo in città.
Papa Giovanni Paolo II, visitando quel Paese, riferendosi al periodo della sua colonizzazione disse: «Fu il potere dello Spirito Santo a sostenere il popolo cristiano nei primi giorni della colonizzazione e a mantenerlo fedele alle tradizioni della sua fede. E fu l'amore ardente di Cristo, che si manifesta più chiaramente sulla croce, a spingere i primi cappellani e sacerdoti a portare il ministero sia ai forzati sia ai liberi coloni con tanto coraggio e sopportazione, spesso in grande isolamento e solitudine. Fu lo Spirito Santo, portando la comprensione al di là delle barriere della divisione e del sospetto, a muovere il cuore del primo cappellano anglicano, il reverendo Richard Johnson, ad accogliere un gruppo di sacerdoti spagnoli in visita a Sydney nel 1793 con, nelle loro stesse parole, "gentilezza e umiltà, e una semplicità veramente evangelica"». Lo slogan è stato ripreso dal di lui successore Benedetto XVI, nell'intento di esortare la gioventù al proselitismo anche nei punti più remoti del pianeta.

## Patroni e intercessori
I principali patroni ed intercessori della GMG del 2008 sono stati:
| Immagine | Nome                               |
| -------- | ---------------------------------- |
|          | Nostra Signora della Croce del Sud |
|          | Santa Teresa del Bambino Gesù      |
|          | Santa Maria Goretti                |
|          | Santa Faustina Kowalska            |
|          | San Pietro Chanel                  |
|          | Beato Peter To Rot                 |
|          | Beata Maria della Croce MacKillop  |
|          | Beato Pier Giorgio Frassati        |
|          | Beata Teresa di Calcutta           |
|          | Servo di Dio Giovanni Paolo II     |

## Aborigeni e GMG
La Chiesa cattolica ha dedicato nel 1998 un Sinodo a Roma sul tema "Gesù Cristo e i popoli dell'Oceania". Vi parteciparono ottanta vescovi di queste terre. Giovanni Paolo II ha fatto poi raccogliere le conclusioni di tre settimane di dibattito nel documento Ecclesia in oceania, promulgata nel 2001.
Papa Benedetto, poco dopo esser stato eletto, convocò l'ambasciatore australiano Anne Plunkett e le ricordò l'importanza della riconciliazione con gli aborigeni e il ruolo che il governo australiano dovrebbe svolgere: riconoscere i torti commessi e chiedere perdono. E così ha fatto Kevin Rudd, primo ministro australiano, il 13 febbraio 2008 durante una seduta parlamentare, segnando non l'apice, ma comunque un essenziale passo nel processo di riconciliazione, assieme ad altri importanti pilastri come il riconoscimento del diritto di voto agli aborigeni nel 1967 e il Native Title Act, legge a favore degli aborigeni per l'avanzamento di rivendicazioni territoriali.
Durante la visita del 1986 di papa Giovanni Paolo II ad Alice Springs, gli aborigeni cattolici accusarono il comitato organizzatore di non averli consultati nella fase preparatoria dell'evento. Per la GMG di Sydney invece ciò non è successo e ci son stati inoltre momenti specificatamente dedicati agli aborigeni.
L'arrivo di Ratzinger ha rispettato i protocolli culturali degli indigeni: ha incontrato per primi loro, in quanto custodi e padroni dell'isola, e ha così ricevuto il loro benvenuto. I discendenti delle popolazioni originarie della zona di Sydney hanno così invitato il Papa a salire sulla barca da crociera della compagnia Captain Cook Cruise, richiamo simbolico al lontano 1788, anno di fondazione dell'Australia bianca. L'imbarcazione è stata comunque decorata con disegni e simboli degli aborigeni e degli abitanti delle isole Torres, come segno di rispetto verso le loro culture a lungo disprezzate.
Durante la GMG, ma anche durante gli eventi ad essa precedenti, cioè le giornate del viaggio della Croce e dell'Icona (vedi Croce della Giornata mondiale della gioventù) e i Giorni nelle diocesi (DID, dall'inglese Days in the Dioceses), ci son stati momenti specificatamente dedicati agli aborigeni, trasmessi anche per televisione, come forum sull'inculturazione e concerti e opere d'arte esposte durante tutto il periodo. All'arrivo del Papa a Barangaroo, il lungomare orientale di Darling Harbour, musicisti e danzatori aborigeni si solo davanti a lui esibiti.

## Il programma delle giornate

### Martedì 15 luglio
- La GMG inizia alle 16.30 con una messa di benvenuto celebrata da George Pell, cardinale-rettore dell'arcidiocesi di Sydney, a Barangaroo, una grande area di ventidue ettari nella parte est di Sydney, intitolata alla moglie di Bennelong, un eroe aborigeno.
- Nel pomeriggio, tranne in orario della messa, in vari punti della città si svolgono gli eventi del Festival della gioventù: programmi culturali di spettacoli, mostre e dibattiti, organizzato con il coinvolgimento di diocesi, gruppi e movimenti di tutto il mondo.

### Da mercoledì 16 a venerdì 18 luglio

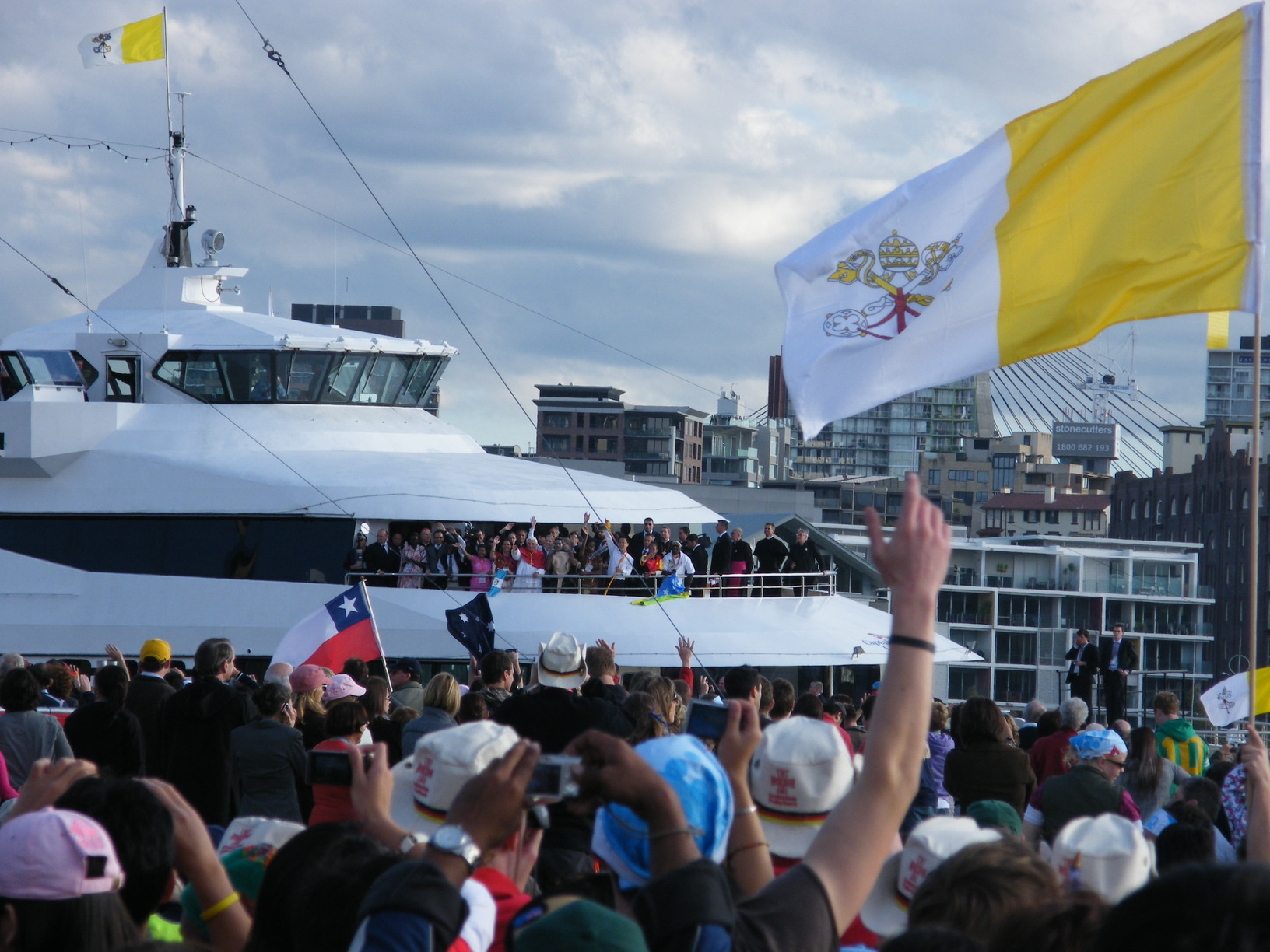
L'arrivo del Papa

- Catechesi mattutine per i partecipanti in 297 luoghi cittadini: 236 diocesani (tra chiese e sale parrocchiali), 20 non diocesani (tra cui un centro islamico) e 38 commerciali nel pieno centro (CBD) tra grattacieli e parchi (Homebush). In particolare i vescovi italiani che hanno partecipato alle catechesi dei loro connazionali sono stati Giuseppe Anfossi, Angelo Bagnasco, Giuseppe Betori, Giovanni Dettori, Bruno Forte, Claudio Giuliodori, Dante Lafranconi, Carlo Mazza, Arrigo Miglio, Michele Pennisi, Giovanni Ricchiuti, Domenico Sigalini, Alberto Tanasini, Giancarlo Vecerrica, Giuseppe Zenti.
- Continua il Festival della gioventù.

### Giovedì 17 luglio
- Alle 14.45 inizia la cerimonia di accoglienza a Benedetto XVI che, come accaduto alla GMG di Colonia, arriva per nave nella baia di Sydney, sbarcando a Darling Harbour, nel centro della città. Giovani su traghetti e imbarcazioni da diporto precedono e seguono la nave del Papa. Circa trecentomila i presenti.

### Venerdì 18 luglio

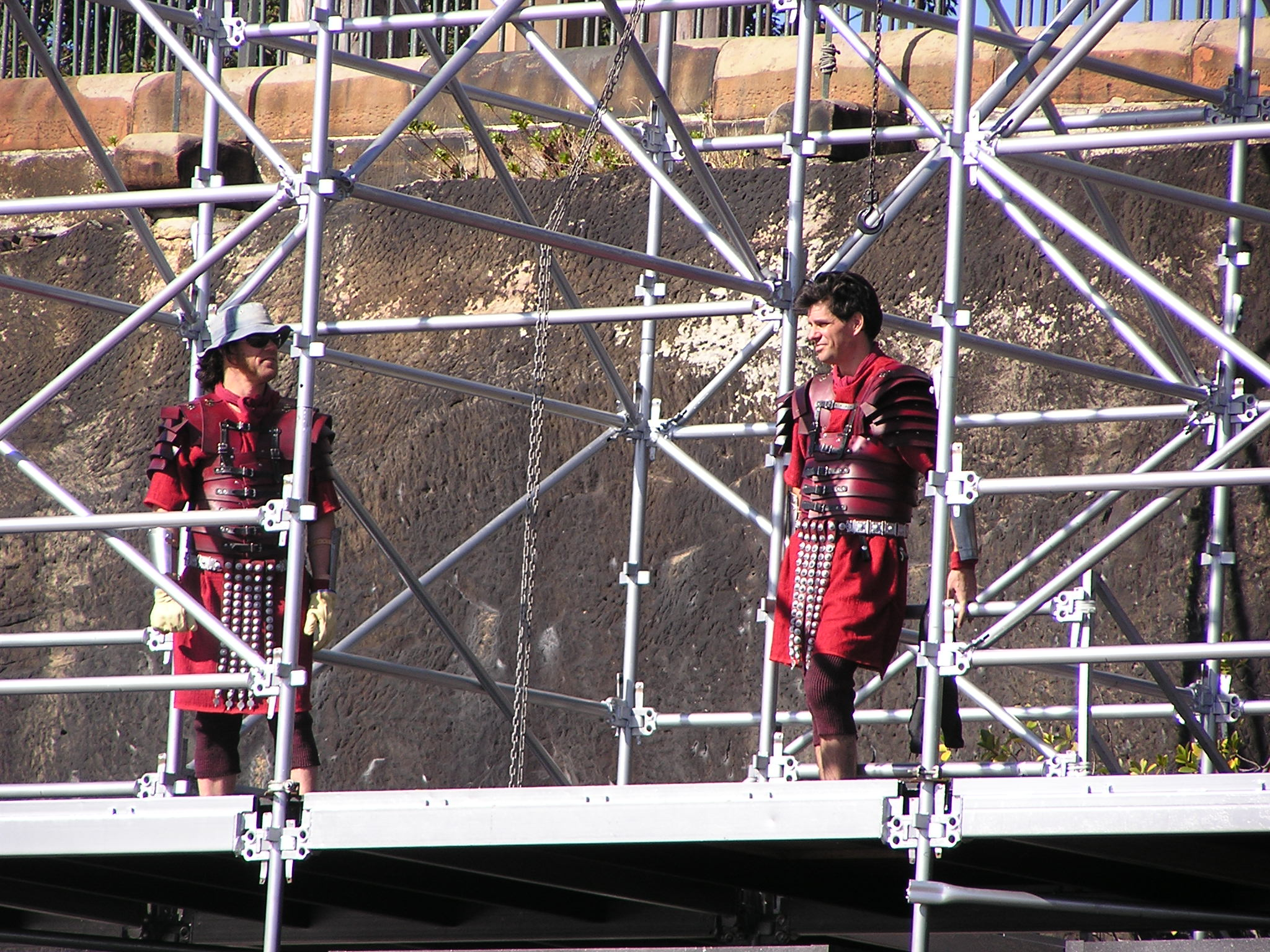
Le prove della via Crucis

- Alle 15 presso la cattedrale di St Mary parte la Stations of the Cross, ovvero una via Crucis con la rappresentazione delle ultime ore della vita di Gesù, che si dipana fino alle 18 in altri sei luoghi della città con i principali palazzi e monumenti cittadini utilizzati come stazioni: Barangaroo, Darling Harbour, il piazzale della Sydney Opera House e The Domain, riproponendo uno schema già utilizzato a Toronto. Regista dell'evento un prete cattolico. Alfio Stuto, l'attore che impersona Gesù Cristo di origine italiana ; molto apprezzata, per il suo profondo significato, la scelta di un giovane di origine aborigena per l'interpretazione del Cireneo. Si calcola che la rappresentazione sia stata seguita da mezzo milione di persone, abitanti del luogo esclusi, e da cinquecento milioni di telespettatori.

| Stazione | Nome (inglese)                                                                            | Luogo                        |
| -------- | ----------------------------------------------------------------------------------------- | ---------------------------- |
| I        | L'Ultima Cena (The Last Supper)                                                           | St Mary's Cathedral          |
| II       | L'agonía nell'Orto degli Ulivi (The Agony in the Garden of Gethsemane)                    | The Domain                   |
| III      | Gesù nel Sinedrio (Jesus before the Sanhedrin)                                            | The Art Gallery of NSW       |
| IV       | Gesù di fronte a Ponzio Pilato (Jesus before Pontius Pilate)                              | Sydney Opera House           |
| V        | Gesù riceve la corona di spine (Jesus is whipped and crowned)                             | Sydney Opera House Forecourt |
| VI       | Gesù prende la croce (Jesus carries his Cross)                                            | Sydney Opera House Forecourt |
| VII      | Gesù viene aiutato da Simone il Cireneo (Jesus is helped by Simon of Cyrene)              | Cockle Bay, Darling Harbour  |
| VIII     | Gesù parla con le donne di Gerusalemme (Jesus speaks to the women of Jerusalem)           | Barangaroo, Centre Stage     |
| IX       | Gesù viene spogliato (Jesus is stripped and nailed)                                       | Barangaroo North Stage       |
| X        | Gesù parla con il Buon Ladrone (Jesus and the Good Thief)                                 | Barangaroo North Stage       |
| XI       | Gesù parla con Maria e Giovanni (Jesus speaks to Mary and John)                           | Barangaroo North Stage       |
| XII      | Gesù muore sulla croce (Jesus dies on the cross)                                          | Barangaroo North Stage       |
| XIII     | Il Corpo di Gesù è deposto dalla Croce (The body of Jesus is brought down from the Cross) | Barangaroo North Stage       |

### Sabato 19 luglio
- Il sabato iniziano gli eventi conclusivi dell'evento, in programma nell'ippodromo di Randwick, a partire dal pellegrinaggio dei giovani verso l'area, circa 20 km che saranno percorsi a piedi o con il sistema dei trasporti. In serata, il Papa presiede la tradizionale grande Veglia.

### Domenica 20 luglio

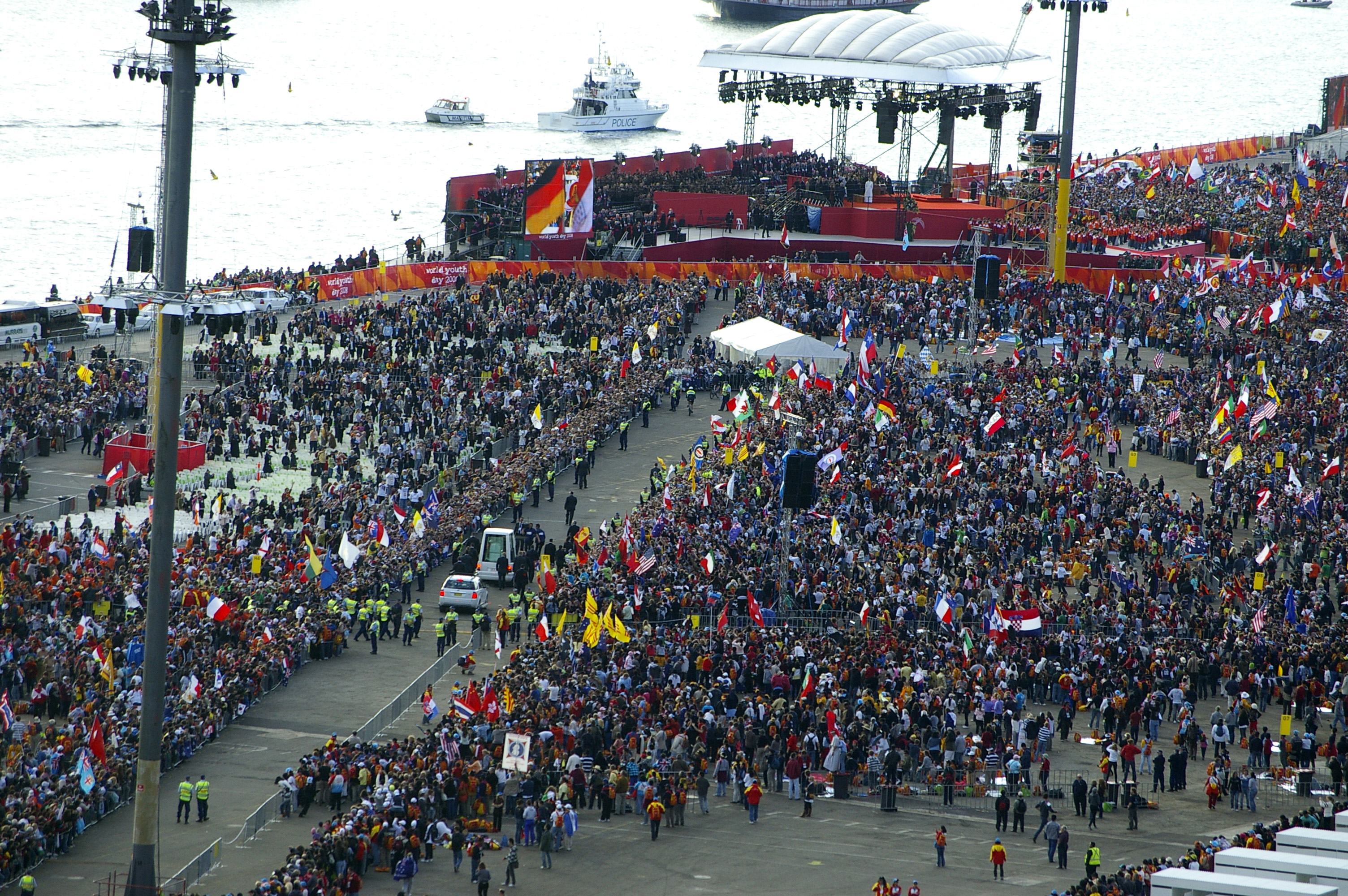
Il Papa a Barangaroo

- In mattinata il Papa incontra nuovamente i giovani per la Santa Messa di chiusura. Secondo gli organizzatori l'evento ha visto la partecipazione di 350.000 persone. Al termine di questa è stata annunciata la città che ospiterà l'edizione successiva, che come previsto sarà Madrid nel 2011.
- Nel pomeriggio continua il Festival della gioventù.

### Lunedì 21 luglio
- Per i pellegrini rimasti inizia la settimana delle "Giornate dell'incontro", sorta di gemellaggio con le parrocchie locali.
- Il Papa prima di tornare a Roma incontra i volontari della GMG e alcune vittime di casi di pedofilia compiuti da religiosi cattolici.

## I numeri
Duecento pellegrini, di provenienza varia, dall'Africa, Medioriente e Asia, raggiunta la sede della GMG, hanno chiesto asilo politico.

## Inno
L'inno della GMG di Sydney è "Receive the Power" (in italiano: Ricevi la Forza), scritto da Guy Sebastian  e Gary Pinto. In particolare Sebastian, classe 1981, è un cantante pop molto noto nel suo paese per aver vinto la prima edizione di un concorso canoro televisivo di successo.